# Coupe du Portugal de football 1988-1989
Navigation
1987-1988 1989-1990

La Coupe du Portugal de football 1988-1989 est la 49e édition de la Coupe du Portugal de football, considéré comme le deuxième trophée national le plus important derrière le championnat. 
La finale est jouée le 28 mai 1989, à l'Estádio Nacional do Jamor, entre le CF Belenenses et le Benfica Lisbonne. Le CF Belenenses remporte son troisième trophée en battant le Benfica 2 à 1, et se qualifie pour la Coupe d'Europe des vainqueurs de coupe de football 1989-1990.

## Finale
| 28 mai 1989 | CF Belenenses    | 2 - 1   | Benfica Lisbonne | Estádio Nacional do Jamor |                         |
|             |                  | (1 - 0) |                  | Arbitrage : Alder Dante   | Arbitrage : Alder Dante |
|             | Feuille de match |         |                  | Arbitrage : Alder Dante   | Arbitrage : Alder Dante |